# جين كوبر
جين كوبر (بالإنجليزية: Jeanne Cooper)‏ (و. 1928 – 2013 م) هي ممثلة، وممثلة تلفزيونية، من الولايات المتحدة الأمريكية، ولدت في تافت، كيرن، كاليفورنيا، توفيت في لوس أنجلوس، عن عمر يناهز 85 عاماً.

## وصلات خارجية
- جين كوبر على موقع IMDb (الإنجليزية)
- جين كوبر على موقع ألو سيني (الفرنسية)
- جين كوبر على موقع ميوزك برينز (الإنجليزية)
- جين كوبر على موقع أول موفي (الإنجليزية)
- جين كوبر على موقع قاعدة بيانات الأفلام السويدية (السويدية)
- جين كوبر على موقع إن إن دي بي (الإنجليزية)
- جين كوبر على موقع قاعدة بيانات الفيلم (الإنجليزية)
- جين كوبر على موقع كينوبويسك (الروسية)